# 도케이노 하리
토케이노 하리(時計野はり, 1979년 2월 21일~ ), 또는 도케이노 하리는 일본의 만화가이다. 혈액형은 B형. 2002년에 산타가 있는 거리를 하쿠센샤의 LaLa DX 1월호에 게재하여 데뷔하였다. 2008년 7월 기준으로, 하쿠센샤의 순정만화지 LaLa에서 오빠와 나(원제: お兄ちゃんと一緒)를 연재하고 있다.

## 작품 목록
- 역전허니 (逆轉ハニー)
- 오빠와 나 (2009년도 10월달, 국내에 서울문화사를 통해 11권 발매. 원판 11권 발매 완결)
- 머리 끝의 초승달 (ひたいに三日月, 히타이니산카게츠)
- 학원 베이비시터즈 (学園ベビーシッターズ)